# Museu Guggenheim (Nova York)
El Museu Guggenheim de Nova York (en anglès Solomon R. Guggenheim Museum) és el primer dels museus creats per la Fundació Solomon R. Guggenheim, dedicada a l'art modern. Va ser fundat el 1937 a l'Upper East Side de Nova York. Al començament va ser anomenat Museu de Pintura No-objectiva, i va ser fundat per a exhibir art avantguardista d'artistes moderns primerencs com Kandinski i Mondrian.
El 1959 es va mudar al lloc on es troba actualment (davant del Central Park), quan es va completar l'edifici dissenyat per l'arquitecte Frank Lloyd Wright. Guggenheim no sabia a qui triar com a arquitecte pel museu, i per això va demanar a la baronessa Hilla von Rebay que escollís algú. Ella va triar Wright perquè era l'arquitecte més famós del moment. L'edifici en si mateix es va convertir en una obra d'art.
Consta d'una galeria principal de sis pisos en forma de bol al sud, un "monitor" de quatre pisos al nord i un annex de deu pisos al nord-est. Una rampa helicoïdal de sis pisos s'estén al llarg del perímetre de la galeria principal, sota una claraboia central del sostre. La col·lecció Thannhauser es troba a les tres plantes superiors del monitor, i hi ha galeries addicionals a l'annex i un centre d'aprenentatge al soterrani. El disseny de l'edifici del museu va ser controvertit quan es va completar, però després va ser àmpliament elogiat. L'edifici va patir una àmplia reforma des de l'any 1990 fins al 1992, quan es va construir l'annex, i es va renovar de nou entre el 2005 i el 2008.
La col·lecció del museu ha crescut al llarg de les dècades i es basa en diverses col·leccions privades importants, incloses les de Guggenheim, Karl Nierendorf, Katherine Sophie Dreier, Justin Thannhauser, Rebay, Giuseppe Panzi, Robert Mapplethorpe i la Fundació Bohen. La col·lecció, que inclou unes 8.000 obres a partir del 2022, es comparteix amb museus germans de Bilbao, Espanya, i Venècia, Itàlia. L'any 2023, prop de 861.000 de persones van visitar el museu.

## Història

### Primers anys
Solomon R. Guggenheim, membre d'una família minera rica, va començar a col·leccionar obres dels antics mestres a la dècada de 1890. L'any 1926 va conèixer l'artista Hilla von Rebay, que el va introduir en l'art d'avantguarda europeu, en particular en l'art abstracte que considerava que tenia un aspecte espiritual i utòpic (art no objectiu). Guggenheim va canviar completament la seva estratègia de col·leccionisme, recorrent a l'obra de Wassily Kandinsky, entre d'altres. Va començar a mostrar la seva col·lecció al públic al seu apartament de l'Hotel Plaza de Nova York. Guggenheim i Rebay van considerar inicialment construir un museu al Rockefeller Center de Manhattan. A mesura que la col·lecció creixia, Guggenheim va establir la Fundació Solomon R. Guggenheim, el 1937, per fomentar l'apreciació de l'art modern.
El primer lloc de la fundació, el Museu de Pintura No Objectiva, es va obrir el 1939, sota la direcció de Rebay. Sota la seva guia, Guggenheim va intentar incloure a la col·lecció els exemples més importants d'art no objectiu dels primers modernistes. Volia mostrar la col·lecció a l'Exposició Universal de Nova York de 1939 a Queens, però Rebay va defensar una ubicació més permanent a Manhattan. A principis de la dècada de 1940, la fundació havia acumulat una col·lecció tan gran de pintures d'avantguarda que era evident la necessitat d'un museu permanent, i Rebay va voler establir-lo abans que Guggenheim morís.

#### Procés de disseny
El 1943, Rebay i Guggenheim van escriure una carta a Frank Lloyd Wright demanant-li que dissenyés una estructura per allotjar i mostrar la col·lecció. Wright va acceptar l'oportunitat d'experimentar amb el seu estil "orgànic" en un entorn urbà, dient que mai havia vist un museu que estigués "dissenyat correctament". Va ser contractat per dissenyar l'edifici el juny de 1943. Rebria una comissió del 10 per cent del projecte, que s'esperava que costaria almenys 1 milió de dòlars. Va trigar 15 anys, més de 700 esbossos i sis jocs de dibuixos de treball per crear i completar el museu, després d'una sèrie de dificultats i retards; el cost finalment es va duplicar respecte a l'estimació inicial.
Rebay va imaginar un espai que facilités una nova manera de veure l'art modern. Va escriure a Wright que "cadascuna d'aquestes grans obres mestres s'hauria d'organitzar a l'espai, i només tu... provaries les possibilitats de fer-ho... Vull un temple de l'esperit, un monument!". El Guggenheim és l'únic museu dissenyat per Wright; la seva ubicació urbana obligava a dissenyar-lo en una forma més vertical que horitzontal, molt diferent de les seves obres anteriors, rurals. Com que no tenia llicència com a arquitecte a Nova York, va confiar amb Arthur Cort Holden, del despatx d'arquitectura Holden, McLaughlin & Associates, per tractar amb la Junta de Normes i Apel·lacions de la ciutat de Nova York.
Des de 1943 fins a principis de 1944, Wright va produir quatre dissenys diferents. Un tenia forma hexagonal i pisos plans per a les galeries, tot i que tots els altres tenien esquemes circulars i utilitzaven una rampa que continuava al voltant de l'edifici. A les seves notes, va indicar que volia un "espai de terra ben proporcionat de baix a dalt: una cadira de rodes girant i pujant i baixant". El seu concepte original es va anomenar "zigurat invertit", perquè s'assemblava als graons costeruts dels zigurats construïts a l'antiga Mesopotàmia. Diversos professors d'arquitectura han especulat que la rampa helicoïdal i la cúpula de vidre de l'escala de Giuseppe Momo de 1932 als Museu Vaticà van ser una inspiració per a la rampa i l'atri de Wright.

#### Selecció del lloc i anunci de plans
Wright esperava que el museu estigués al baix Manhattan. En canvi, el març de 1944, Rebay i Guggenheim van adquirir un lloc a l'Upper East Side de Manhattan, a la cantonada del carrer 89 i la secció Museum Mile de la Cinquena Avinguda, amb vistes a Central Park. Els esbossos preliminars de Wright s'ajustaven gairebé perfectament al lloc, tot i que el lloc era uns 7,6 metres més estret del que Wright preveia. Guggenheim va aprovar els esbossos de Wright a mitjans de 1944. Wright va anomenar l'edifici previst com a "Archeseum... un edifici on veure el més alt".
Els dissenys de Wright es van anunciar el juliol de 1945, i s'esperava que el museu costaria 1 milió de dòlars i s'acabaria en un any. La característica principal de l'estructura era una galeria principal amb una rampa helicoïdal, que envoltava un pou de llum amb una claraboia. Els hostes pujarien a un ascensor per arribar a dalt; una segona rampa més pronunciada serviria com a sortida d'emergència. Al soterrani hi hauria una sala de cinema; una torre d'ascensor rematada per un observatori; un edifici més petit amb un teatre més petit; espai d'emmagatzematge, una biblioteca i una cafeteria.

#### Dificultats
La construcció de l'edifici es va endarrerir, primer per l'escassetat de material causada per la Segona Guerra Mundial, després per l'augment dels costos de construcció després de la guerra. A finals de 1946, Guggenheim i Rebay havien redissenyat el teatre del soterrani per acollir concerts. Rebay i Wright no estaven d'acord sobre diversos aspectes del disseny, com ara els mitjans pel qual s'havien de muntar les pintures, encara que tots dos volien que el disseny "reflectés la unitat de l'art i l'arquitectura". Wright va continuar modificant els seus plans a finals de la dècada de 1940, en gran part per preocupacions sobre la il·luminació de l'edifici, i va crear un altre model del museu el 1947. La col·lecció es va ampliar molt el 1948 gràcies a la compra d'unes 730 obres del comerciant d'art Karl Nierendorf. .
El progrés es va mantenir aturat fins a finals de la dècada de 1940. La salut de Guggenheim estava en declivi, però va rebutjar l'oferta de Wright de reduir la mida de l'edifici previst perquè es pogués completar durant la vida de Guggenheim. Després de la mort de Guggenheim el 1949, els membres de la família Guggenheim i la junta directiva de la fundació van tenir diferències personals i filosòfiques amb Rebay. Sota el lideratge de Rebay, el museu s'havia convertit en el que alguns membres de la familia van descriure com un "lloc esotèric i ocult on es parlava una llengua mística". Alguns membres del personal i administradors del museu volien expulsar a Rebay i cancel·lar el disseny de Wright. Wright, però, va persuadir a diversos membres de la família Guggenheim d'adquirir terrenys addicionals perquè el seu disseny es pogués desenvolupar completament.
Per donar cabuda a la col·lecció creixent, l'agost de 1951 la Fundació Guggenheim va adquirir un edifici d'apartaments per remodelar-lo per a ús del museu. Això va fer que Wright tornés a redissenyar el nou edifici, proposant un annex de diversos pisos amb apartaments darrere del museu. La fundació també va anunciar que el museu començaria a exposar obres d'art "objectives", així com obres d'art més antigues. Rebay, que no estava d'acord amb aquesta política, va dimitir com a directora del museu el març de 1952. No obstant això, va deixar una part de la seva col·lecció personal a la fundació en el seu testament. Poc després de la dimissió de Rebay, Wright va presentar els plans per a l'edifici, que ara es calculava que costaria 2 milions de dòlars. Va ser rebatejat com a Museu Solomon R. Guggenheim l'any 1952.

### Etapa Sweeney
James Johnson Sweeney va ser nomenat director del museu l'octubre de 1952. Va ampliar els criteris de col·lecció de la fundació, rebutjant l'acomiadament de Rebay de la pintura i l'escultura "objectives" i va començar a exposar algunes de les obres emmagatzemades sota el lideratge de Rebay. El 1953, el museu va acollir una retrospectiva de l'obra de Wright, "Sixty Years of Living Architecture", en un pavelló temporal que Wright havia dissenyat.

#### Construcció i obertura

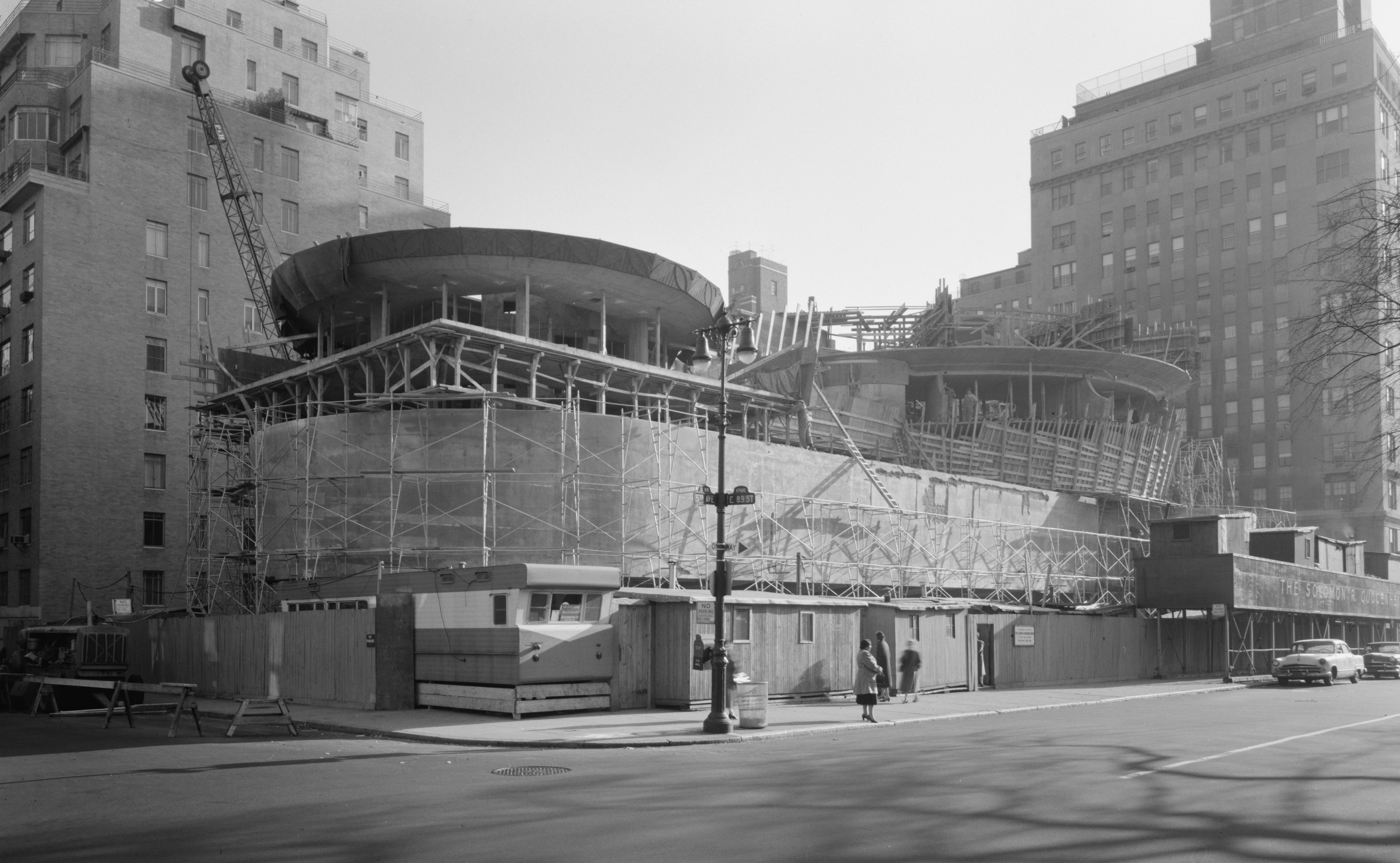
Construcció del museu

Sweeney i Wright van tenir una relació tensa, ja que estaven en desacord sobre els elements bàsics del pla del museu. Sweeney, que creia que la seva arquitectura hauria de ser subordinada a l'art, va obligar Wright a redissenyar-la per acollir més oficines i instal·lacions d'emmagatzematge. La il·luminació de l'edifici va ser un important punt de discussió entre ells. El Departament d'Edificis de la ciutat de Nova York també va rebutjar la sol·licitud de Wright d'un permís de construcció el 1953 perquè el disseny no complia els codis de construcció. Wright va encarregar a Holden d'assegurar-se que el disseny complia els codis i va publicar dibuixos revisats el 1954 i el 1956. Tot i això, el personal del museu es va queixar que el disseny de Wright no proporcionava prou espai d'emmagatzematge o laboratori. Per estalviar diners, va modificar el disseny de nou el 1955, tot i que aquests estalvis no van servir per l'augment dels costos de construcció. Finalment les obres del museu van començar el 14 d'agost.
Sweeney volia que el nou museu permetés "crear una col·lecció que ofereixi un estàndard de judici". Volia canviar l'esquema de colors, anivellar les parets inclinades i eliminar les finestres del clar, cosa que va provocar disputes prolongades amb Wright. A principis de 1958, Harry F. Guggenheim va haver de gestionar totes les comunicacions entre Sweeney i Wright, que no es parlaven entre ells. L'edifici va acabar el maig de 1958 i la bastida de la façana va ser retirada aquell agost. Mentrestant, Wright va publicar dibuixos del disseny en diverses revistes d'arquitectura, ja que temia que el disseny es veiés compromès després de la seva mort. En contra de la seva petició, Sweeney va pintar les parets de blanc i va penjar quadres de barres de metall en lloc de col·locar-los directament a les parets. L'edifici va ser l'última obra important de Wright, que va morir l'abril de 1959, sis mesos abans de la seva obertura.
L'edifici es va inaugurar per als mitjans de comunicació el 20 d'octubre de 1959. Va ser inaugurat formalment l'endemà, amb 600 visitants per hora. En general, el seu disseny va poder acollir les retrospectives i exposicions temporals que va acollir al llarg dels anys.

### Etapa Messer
Sweeney va dimitir com a director del museu el juliol de 1960. Thomas M. Messer, director del Boston Institute of Contemporary Art, va succeir a Sweeney com a director el gener de 1961 tot i que va treballar amb Sweeney, que va continuar dirigint la fundació. Messer es va quedar durant 27 anys, el mandat més llarg de qualsevol director d'una important institució d'art de Nova York. Sota el seu lideratge, el museu es va orientar cap a artistes més contemporanis, inclosos els d'Europa i Amèrica Llatina. Messer no va ser considerat "un director especialment polèmic", tot i que tampoc es va adherir a "l'escola de gran èxit d'exhibició".

#### Dècada dels 60
Quan Messer es va unir al Guggenheim, encara es dubtava de la capacitat del museu per presentar obres d'art a causa de les parets inclinades i corbes. Gairebé immediatament després de ser director, el 1962, va fer una gran exposició que combinava les pintures del Guggenheim amb les escultures en préstec de la col·lecció Hirshhorn. En particular, hi va haver dificultats per instal·lar escultures tridimensionals perquè el pendent del terra i la curvatura de les parets es podien combinar per produir il·lusions òptiques molestes. Tot i que la combinació va demostrar, en general, que funcionava bé al Guggenheim, Messer va recordar que, en aquell moment, "estava espantat. Vaig sentir que aquesta seria la meva darrera exposició". L'any anterior havia organitzat una exposició d'escultures més petita, on va aprendre a compensar la geometria inusual de l'espai mitjançant la construcció de sòcols especials en un angle determinat.
Després que Messer adquirís una col·lecció privada del marxant d'art Justin Thannhauser el 1963, el Guggenheim va contractar Peters per renovar el segon pis del monitor. La col·lecció de Thannhauser es va mostrar al monitor després que la renovació es va completar el 1965. La fundació va subhastar obres d'art dels segles XV i XVI, que eren incompatibles amb la col·lecció d'art modern del museu. Rebay, que va morir el 1967, va prestar més de 600 obres d'art al Guggenheim, tot i que el museu no va rebre la col·lecció fins al 1971. Per recaptar diners per a noves adquisicions, com ara les obres de les col·leccions de Rebay, el Guggenheim també va vendre algunes obres d'art modernes, incloent diverses obres de Kandinsky.
Per acomodar la col·lecció en expansió, el 1963, el Guggenheim va anunciar plans per a un annex de quatre pisos, que la Junta de Normes i Apel·lacions de la ciutat de Nova York va aprovar l'any següent. L'annex es va reduir a dues plantes l'any 1966 a causa de les queixes dels veïns i es va acabar l'any 1968. D'aquesta manera es va alliberar espai als dos nivells superiors de la galeria principal, que s'havien utilitzat com a tallers i espai d'emmagatzematge des de l'obertura de l'edifici. Els funcionaris del museu van obrir els nivells superiors al públic el 1968.

#### Dècada dels 70 i 80
El 1971, amb l'augment dels costos i la disminució dels ingressos dotacionals, el Guggenheim va registrar un gran dèficit per primera vegada en la seva història. A més, tot i que Wright havia inclòs espai per a una cafeteria a l'extrem sud de l'edifici del museu, l'espai va ser utilitzat pels departaments de conservació. La fundació va proposar afegir un vestíbul i un restaurant a la zona de l'entrada del museu a principis de 1973, però va tenir dificultats per posar-se d'acord en els plans, que van ser revisats aquell novembre. Com a part del projecte el museu va tancar la seva calçada i hi va afegir una zona de menjador i una llibreria. Davant un dèficit creixent i una escassetat d'espai d'exhibició, el Guggenheim va anunciar el 1977 que recaptaria 20 milions de dòlars durant els cinc anys següents.
El 1982 Gwathmey Siegel & Associates Architects va dissenyar un annex d'11 pisos al carrer 88, darrere de l'edifici del museu existent. El disseny es va reduir a 10 pisos a principis de 1987 a causa de l'oposició dels residents locals. En aquell moment, l'edifici només podia exposar 150 peces, al voltant del 3 per cent de la col·lecció de 5.000 obres del museu. En previsió de la construcció de l'annex i d'una renovació més àmplia de l'edifici més antic, Gwathmey Siegel també va renovar el segon pis de l'ala Thannhauser i el nivell superior de la rampa de la galeria principal el 1987. La Junta de Normes i Apel·lacions va aprovar l'annex del carrer 89 que Octubre, tot i la contínua oposició. Messer es va jubilar el mes següent, en el 50è aniversari de la fundació de la col·lecció. La Junta d'estimació de la ciutat de Nova York va aprovar els plans per a l'annex del Guggenheim el 1988, i la Cort Suprema de Nova York va confirmar la decisió de la Junta d'estimació.

### Etapa Krens
Thomas Krens, antic director del Museu d'Art del Williams College, va assumir el càrrec de director tant del museu com de la fundació el gener de 1988. Durant les seves gairebé dues dècades de mandat, va liderar una ràpida expansió de les col·leccions del museu i del museu. va muntar algunes de les seves exposicions més populars, com ara "Àfrica: l'art d'un continent" el 1996; "Xina: 5.000 anys" el 1998; "Brasil: Body & Soul" el 2001; i "L'imperi asteca" el 2004. Entre les exposicions inusuals incloïen "L'art de la motocicleta", una instal·lació de disseny industrial de motocicletes.
El Museu Guggenheim SoHo, dissenyat per Arata Isozaki, es va inaugurar el juny de 1992 a la cantonada de Broadway i Prince Street a SoHo, Manhattan. Les exposicions de l'edifici del SoHo incloïen Marc Chagall i el Teatre Jueu, Paul Klee al Museu Guggenheim, Robert Rauschenberg: A Retrospective i Andy Warhol: The Last Supper.] No va complir amb les previsions dels visitants i va tancar el 2002.

#### Dècada dels 90
Poc després de convertir-se en director, Krens va decidir gastar 24 milions de dòlars per renovar el Guggenheim. Les obres van començar a finals de 1989. El museu va romandre obert inicialment, però després va tancar durant 18 mesos. Es va restaurar l'ala del monitor, l'ala del carrer 88 es va convertir d'un laboratori de conservació a un restaurant i es va crear un espai d'exposició addicional a la part superior de la galeria principal. Com a part d'aquest projecte es va construir l'annex del carrer 89, i el soterrani es va ampliar sota la Cinquena Avinguda. Es van substituir les finestres i es van restaurar al seu disseny original. L'espai expositiu de l'edifici es va duplicar aproximadament, cosa que va permetre que el museu mostrés el 6 per cent de la seva col·lecció.
La renovació es va completar el 27 de juny de 1992. Les oficines del museu es van traslladar a l'annex, el soterrani i l'antic Museu Guggenheim SoHo, i l'espai d'emmagatzematge i les activitats de conservació es van traslladar a altres edificis. El nou annex va permetre al museu mostrar més obres de la seva col·lecció permanent, així com exposicions temporals. La fundació va adquirir 200 fotografies de Robert Mapplethorpe el 1992 i va canviar el nom de la galeria del quart pis de l'annex amb el seu nom el 1993.
Per finançar la renovació i les noves adquisicions, la fundació va vendre obres de Kandinsky, Chagall i Modigliani, recaptant 47 milions de dòlars. Aquest moviment va ser controvertit, i va generar crítiques considerables per als mestres comercials. Krens va defensar l'acció com a coherent amb els principis del museu ampliant la seva col·lecció internacional i construint la seva "col·lecció de postguerra amb la força dels nostres fons d'abans de la guerra", i va assenyalar que els museus realitzen regularment aquestes vendes. També va ampliar la presència internacional de la fundació obrint museus a l'estranger.
Krens també va ser criticat pel seu estil empresarial i pel populisme i la comercialització percebuts. Un escriptor va comentar: "Krens ha estat elogiat i vilipendiat per convertir el que abans era una petita institució de Nova York en una marca mundial, creant la primera institució artística veritablement multinacional... Krens va transformar el Guggenheim en una de les marques més conegudes". El museu va reduir el seu horari de funcionament el 1994, provocant una disminució del 25 per cent de l'assistència anual, tot i que els altres museus d'art de la ciutat van augmentar l'assistència.

#### 2000
El museu va obrir un centre d'art al soterrani l'any 2001; Originalment anomenat per la família Sackler, va ser rebatejat com a Centre d'Educació Artística Gail May Engelberg el 2022. També el 2001, com a part d'una retrospectiva de Frank Gehry al museu, Gehry va dissenyar un dosser, que es va instal·lar fora del cinquè pis. Va romandre en el seu lloc durant sis anys després de la finalització de la retrospectiva.
L'any 2004, els funcionaris del museu estaven recaptant 25 milions de dòlars per a una altra restauració de l'edifici i van contractar Swanke Hayden Connell Architects per estudiar-lo. Aleshores, l'estructura havia desenvolupat nombroses fuites. Després que els arquitectes i enginyers van determinar que l'edifici era estructuralment sòlid, el setembre de 2005 van començar les renovacions per reparar esquerdes i modernitzar els sistemes i els detalls exteriors. La restauració va consistir principalment en millores exteriors i d'infraestructures, conservant el màxim de detalls històrics possibles alhora que permetien continuar les operacions del museu. El 22 de setembre de 2008, el Guggenheim va celebrar la finalització del projecte amb l'estrena de l'homenatge de l'artista Jenny Holzer For the Guggenheim. La renovació va costar 29 milions de dòlars i va ser finançada pel consell d'administració de la Fundació Solomon R. Guggenheim, el Departament d'Afers Culturals de la ciutat, el govern de l'estat de Nova York i la Corporació MAPEI.
Mentrestant, a principis dels anys 2000, Krens va estar involucrat en una disputa de llarga durada amb Lewis, que també era president de la junta directiva de la fundació. Quan l'entrada va disminuir un 60 per cent després dels atacs de l'11 de setembre de 2001, el museu va enfrontar-se a dèficits pressupostaris, ja que una quarta part dels seus ingressos provenien de la venda d'entrades. Lewis va donar 12 milions de dòlars al museu l'any 2002. Tot i haver donat 77 milions de dòlars, més que qualsevol altre donant en la història del Guggenheim, Lewis no va tenir tanta influència sobre les decisions de la junta com els principals donants dels altres museus d'art de la ciutat. Lewis va dimitir del consell d'administració el 2005, expressant l'oposició als plans de Krens per a més museus arreu del món.
El 2005, la comissària de llarga data, Lisa Dennison, va ser contractada com a nova directora del museu, treballant amb Krens, que va continuar dirigint la fundació. El 2006, el museu s'enfrontava a un dèficit de 35 milions de dòlars, tot i que Dennison va rebutjar la idea de finançar exposicions mitjançant patrocinis corporatius. Dennison va dimitir el juliol de 2007. Les tensions entre Krens i la junta van continuar i Krens va deixar el càrrec de director de la fundació el febrer de 2008.

### Etapa Armstrong
Richard Armstrong, antic director del Carnegie Museum of Art, es va convertir en el director del museu i de la fundació el novembre de 2008. El New York Times va dir que la Fundació Guggenheim l'havia seleccionat perquè la seva "presència més tranquil·la i constant" contrastava amb els "prop de 20". anys sovint tumultuosos de la visió inconformista del Sr. Krens". A més de les seves col·leccions permanents, que continuen creixent, la fundació gestiona exposicions en préstec i coorganitza exposicions amb altres museus per afavorir la difusió del públic. El museu va acollir exposicions com America (2016), una de les més petites que s'hi han allotjat mai.
Uns 140 treballadors de manteniment i instal·ladors d'art es van unir a un sindicat el 2019, la primera vegada que els empleats del museu s'havien sindicalitzat. Aquell any, Chaédria LaBouvier es va convertir en la primera comissària de dona negra a crear una exposició individual i la primera persona negra a escriure un text publicat pel museu. Va acusar el museu de racisme i va al·legar que, entre altres coses, els funcionaris van retenir recursos i es van negar a deixar que els periodistes l'entrevistessin. Al cap d'un mes d'aquestes crítiques, el museu va contractar el seu primer conservador negre a temps complet, Ashley James. La conservadora en cap i directora adjunta del museu, Nancy Spector, va dimitir el 2020, després de les acusacions que Spector havia discriminat racialment contra LaBouvier. El Guggenheim va aprovar un pla per augmentar la diversitat racial l'agost del 2020 i va contractar un "director de cultura i inclusió" el 2021.
Durant la pandèmia de la COVID-19, el Guggenheim va tancar temporalment el març del 2020. Va reobrir l'octubre, després d'una pèrdua neta mensual d'1,4 milions de dòlars mentre estava tancat. Va acomiadar nombrosos membres del personal durant la pandèmia. Armstrong va anunciar a mitjans del 2022 que tenia previst dimitir el 2023.
Finalment el Guggenheim va anunciar a finals de 2023 que la historiadora de l'art Mariët Westermann, vicerectora de la Universitat de Nova York Abu Dhabi, es convertiria en la primera directora el juny de 2024.

## Arquitectura

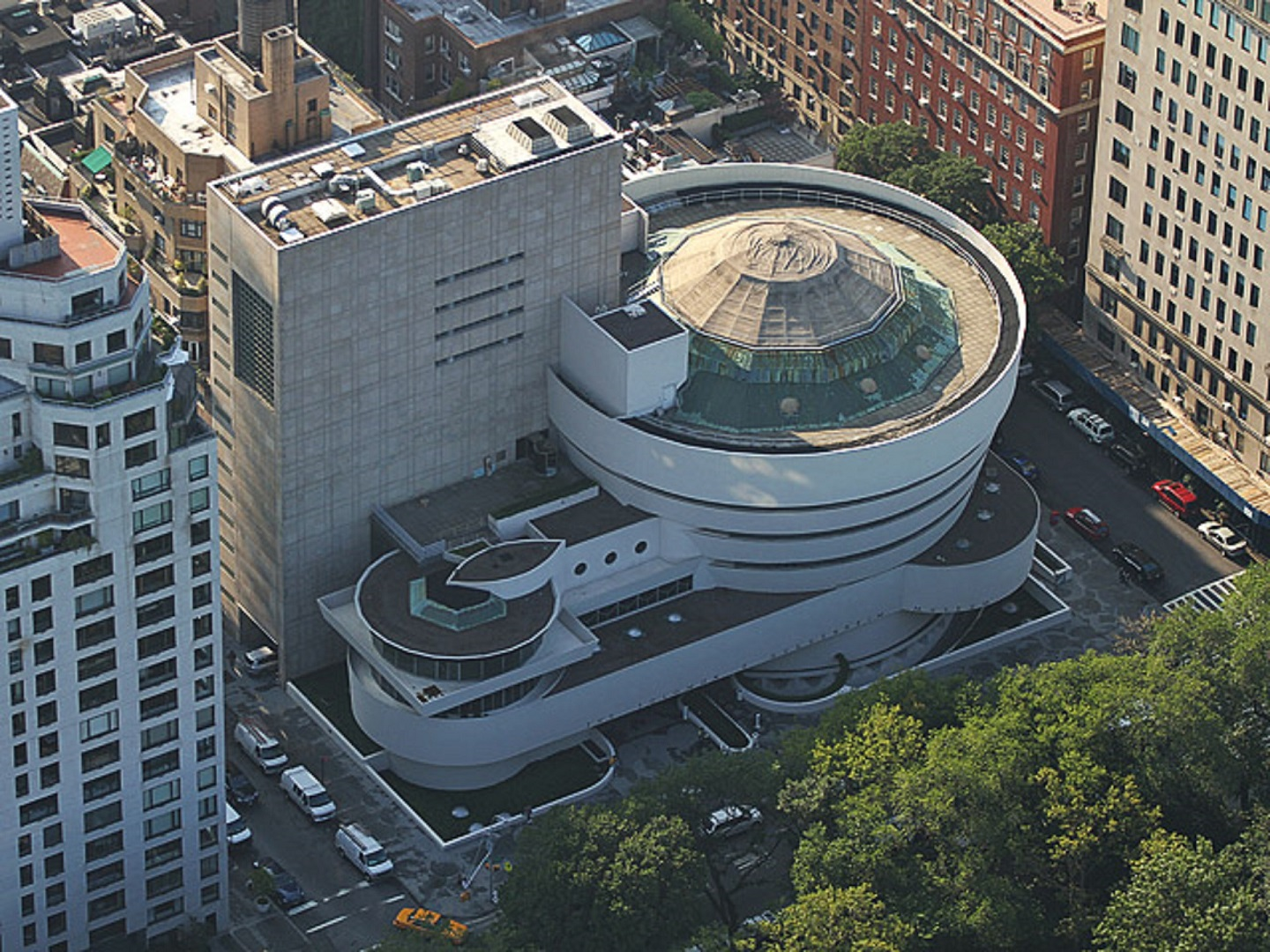
Vista aèria del museu

El disseny de Wright per al Museu Guggenheim incorporava motius geomètrics, com ara quadrats, cercles, rectangles, triangles i rombos. La massa conté dues estructures en espiral, la galeria principal de sis pisos al sud i el "monitor" més petit al nord, que estan connectades per un "pont" al segon pis. L'annex rectangular de deu pisos, al nord-est, apareix darrere de les estructures en espiral vistes des de Central Park.
L'edifici encarna els intents de Wright "de representar la plasticitat inherent de les formes orgàniques a l'arquitectura". El disseny de Wright va incloure detalls inspirats en la natura, tot i que també expressa la seva visió de la geometria rígida de l'arquitectura modernista. Wright va descriure un significat simbòlic de les formes de l'edifici: "Aquestes formes geomètriques suggereixen certes idees, estats d'ànim i sentiments humans, com per exemple: el cercle, l'infinit; el triangle, la unitat estructural; l'espiral, el progrés orgànic; el quadrat, la integritat". Les formes es fan ressò mútuament: columnes de forma ovalada, per exemple, reiteren la geometria de la font. La circularitat és el leitmotiv, des de la galeria principal fins a les incrustacions dels terres de terratzo del museu.

### Exterior
Wright originalment volia construir una façana de marbre, però el constructor George N. Cohen va construir la façana de gunite, un tipus de formigó ruixat, com a mesura de reducció de costos. Els noms de Wright i Cohen apareixen en una rajola col·locada al llarg de l'exterior de l'edifici; Aquesta és probablement l'única vegada en què Wright i un constructor van compartir el crèdit per a la construcció d'un edifici. Wright també havia proposat un exterior de color vermell, que mai es va realitzar. En canvi, la façana estava coberta amb un recobriment de plàstic vinílic de color marfil, conegut com a "capoll". Els enginyers implicats en la construcció original van pensar que el "capoll" no s'esquerria, per la qual cosa la façana es va construir sense juntes de dilatació, però estaven equivocats: la façana es va esquerdar els anys posteriors. Durant les reformes posteriors, els conservadors van trobar que la façana estava pintada originalment de groc marronós, que es va cobrir amb nombroses capes de pintura blanca o blanquecina al llarg dels anys.
La vorera davant del museu fa de pati, amb cercles metàl·lics incrustats a la seva superfície, de disseny similar al terra de l'interior del museu. Al costat de la vorera hi ha parapets corbats que envolten els llits de plantació, alguns dels quals es troben sota el nivell del sòl. Els llits de plantació originalment contenien arbustos, sicòmors i altra vegetació.

#### Edifici original
L'entrada principal del museu es troba al centre de la façana de la Cinquena Avinguda. Consta d'una paret de vidre emmarcada en alumini amb diverses portes, encastada dins d'un vestíbul baix. Una porta directament davant de l'entrada condueix a la llibreria, mentre que a les galeries del museu s'accedeix per les portes de la dreta. Per sobre de l'entrada principal hi ha un "pont" que connecta la galeria principal i l'edifici de monitors, que està sostingut per diversos molls en forma de rombe. La part inferior del pont conté una il·luminació encastada que il·lumina l'entrada principal. L'entrada principal era originàriament l'entrada a una calçada que corba cap al carrer 89, amb entrades separades al monitor i a la galeria principal. La paret de vidre es va instal·lar després que el camí d'accés es tanqués a la dècada de 1970, i la llibreria del museu es va col·locar directament darrere de la paret. Al sud de l'entrada principal hi ha un mur corbat, que forma la base de la galeria principal. Hi ha una rampa adjacent a aquest mur, que porta a l'auditori del soterrani.
A l'angle sud-est del museu, al carrer 88, hi ha una estructura rectangular, que no conté obertures excepte cinc portals circulars a ras de terra. L'estructura conté la cafeteria del museu, que formava part dels plans originals de Wright però que no es va desenvolupar fins al 1992. El segon pis de l'estructura rectangular conté la High Gallery. Immediatament a l'est, al carrer 88, hi ha una porta de servei d'alumini amb dissenys circulars.
El pont, que porta la segona història del Guggenheim, es projecta a l'angle sud-oest del museu. El nom del museu s'estén al llarg de la vora inferior de la façana de la Cinquena Avinguda del pont. La galeria principal s'aixeca per sobre de la part sud del pont; consta d'una massa en forma de "bol", amb diverses "bandes" de formigó separades per claraboies encastades d'alumini. Des del carrer, l'edifici sembla una cinta blanca enrotllada en una pila cilíndrica, més ampla a la part superior que a la part inferior, mostrant gairebé totes les superfícies corbes. El seu aspecte contrasta amb els edificis típicament rectangulars de Manhattan que l'envolten, fet que va apreciar Wright, que va afirmar que el seu museu faria que el proper Museu Metropolitan d'Art "sembla un graner protestant". A la part superior del "bol" hi ha un parapet, que envolta tres claraboies més petites, així com la gran cúpula de dotze vessants sobre la galeria principal.
La part nord del pont conté una ala de quatre pisos, originalment coneguda com el monitor. Tot i que l'interior del monitor és cilíndric, el seu exterior conté diferents materials i formes a cada història. Els dos primers pisos del monitor contenen una façana rodona de formigó, mentre que els dos pisos superiors estan en voladís des del nucli del monitor. El tercer pis conté finestres rectangulars d'alumini amb vidres semicirculars a la part superior. El quart pis conté una terrassa quadrada i finestres addicionals. A sobre del quart pis hi ha una fàscia amb patrons de rombes, així com un sostre hexagonal amb un marc d'alumini. La coberta està interrompuda per un eix en forma de rombe, que conté una escala.

#### Annex
Una torre de deu pisos a la cantonada nord-est del museu, amb oficines, estudis d'artista i apartaments, inclosa en el pla de Wright de 1951 per al museu, era una estructura rectangular, alineada en un eix nord-sud, i hauria contingut porxos a cada pis de la elevacions nord i sud. El pla original de Wright per a la torre no es va realitzar, en gran part per raons financeres, fins a la renovació i ampliació de 1990-1992. En canvi, William Wesley Peters va dissenyar una ala més curta al lloc el 1968, amb dos pisos de doble alçada. Aquesta ala estava feta de formigó, amb talles en relleu de quadrats i octògons a la seva façana, i albergava la biblioteca del museu, l'espai d'emmagatzematge i la galeria Thannhauser. El seu marc d'acer podria acomodar el pes de sis pisos addicionals si s'ampliés.
Gwathmey Siegel & Associates va dissenyar un annex de 10 pisos que finalment es va construir durant la renovació. L'annex, que mesura 9,8 metres d'ample i 41 metres d'alçada, utilitza el marc d'acer de l'ala de 1968. Durant la renovació, Gwathmey Siegel va retirar la façana de formigó de 1968 i la va substituir per una reixeta de pedra calcària. Van analitzar els esbossos originals de Wright quan van dissenyar la torre.

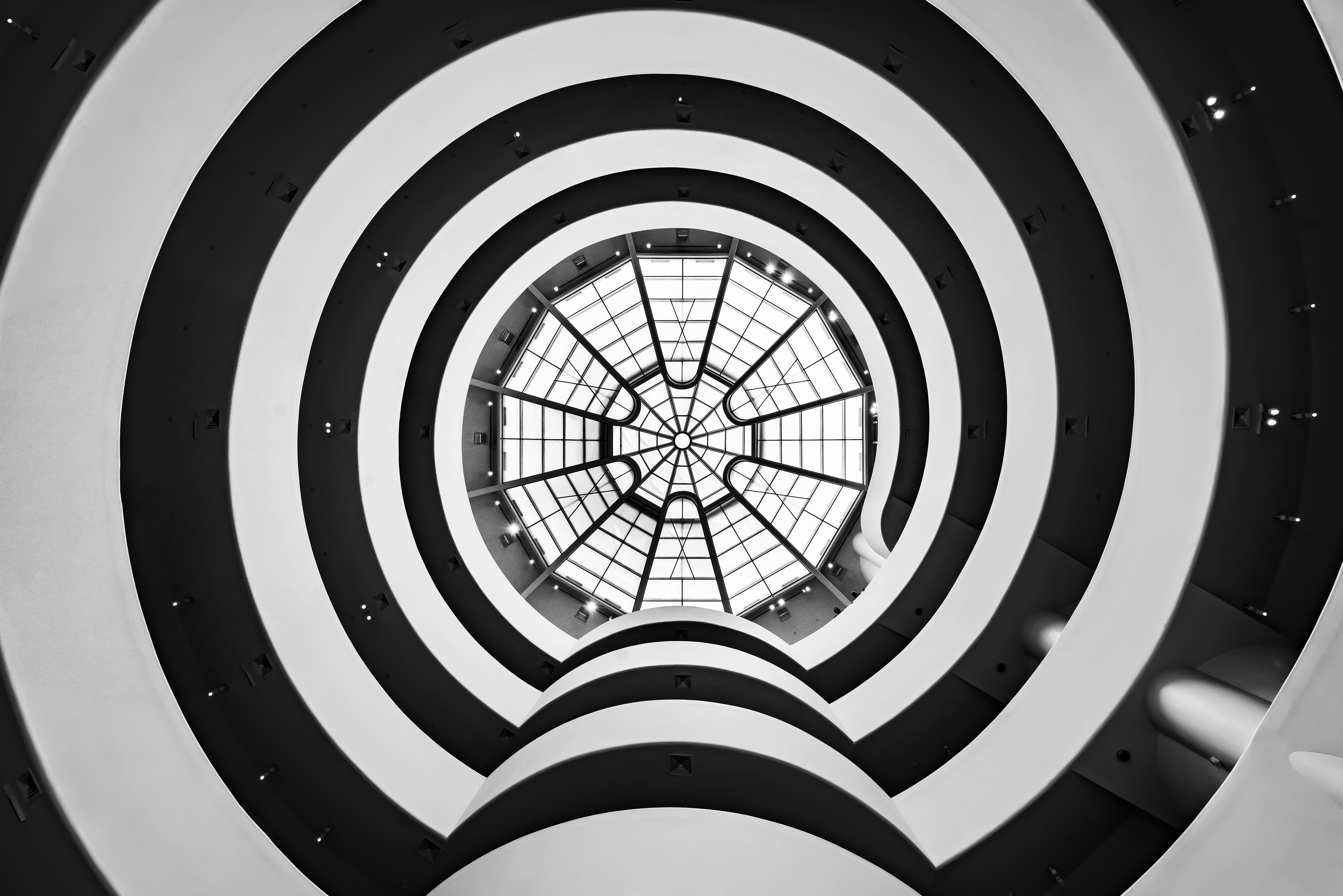
Vista interior del museu

### Interior
La part central de l'interior del Guggenheim consta de la secció de monitors al nord, la galeria principal més gran al sud i una sala de conferències sota la galeria principal. A l'est de l'entrada principal hi ha la llibreria, a la zona que originàriament formava part de la calçada del museu. Al sud de l'entrada principal hi ha un petit vestíbul circular, que conté una planta amb arcs metàl·lics i un sostre baix de guix amb il·luminació encastada. Al sud de la rotonda principal hi ha una cafeteria, afegida durant la renovació dels anys noranta.
El nucli de servei triangular, a l'angle nord-est de la galeria principal, conté un ascensor i una escala. L'escala envolta l'ascensor, que s'allotja dins d'un eix semicircular; el nucli també conté lavabos i zones mecàniques. Segons l'autor Robert McCarter, Wright havia utilitzat "geometries completes" per a les escales i rampes perquè volia que els visitants experimentessin el museu a peu. Altres sales, com la cuina del personal, es van dissenyar amb equipament corbat a causa del disseny inusual de l'interior. L'interior del museu està generalment pintat de blanc i parts de l'interior es repinten gairebé cada dia.

#### Galeria principal

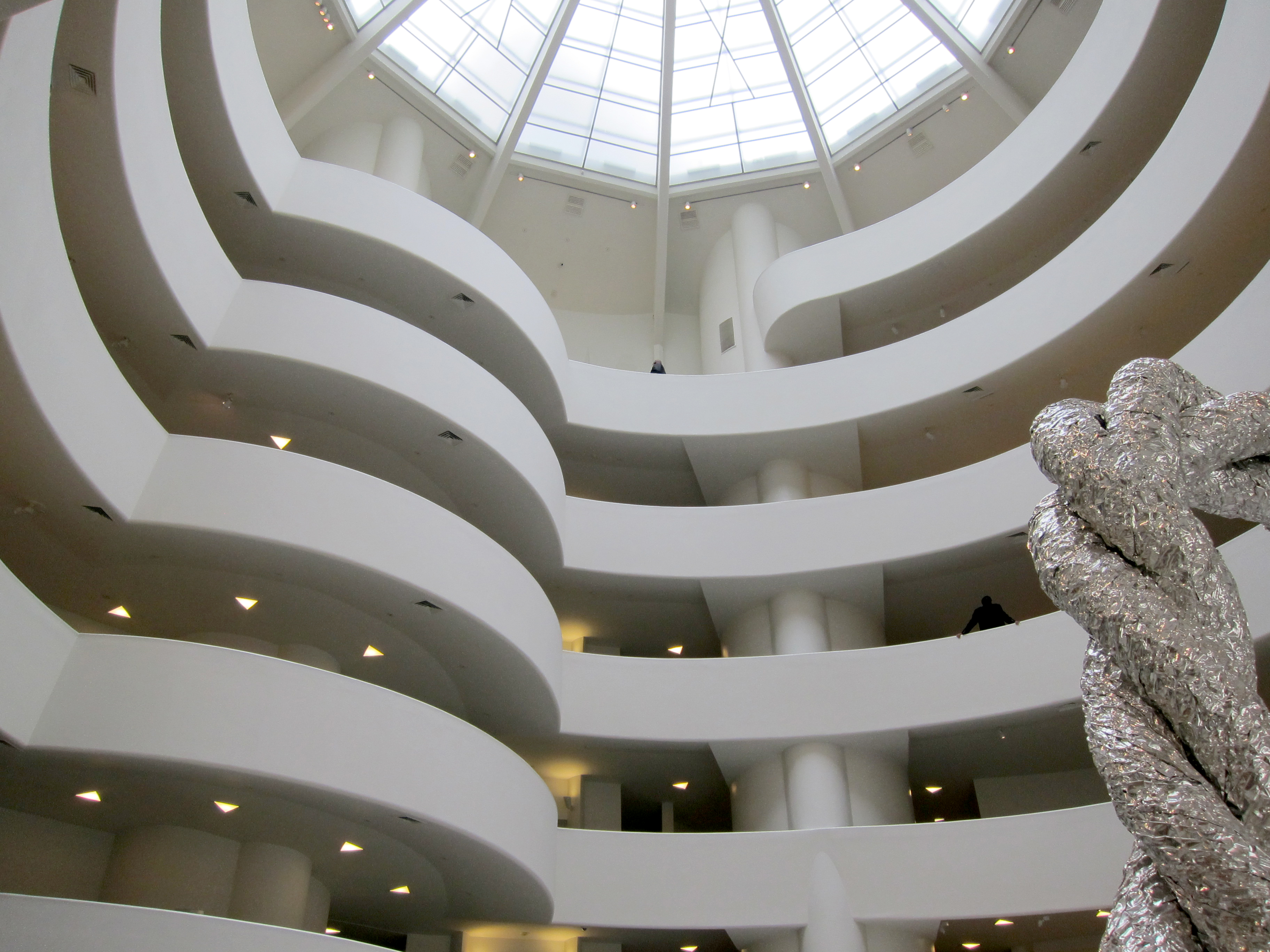
Galeria principal

Wright va dissenyar la galeria principal (també descrita com una rotonda) com un atri a l'aire lliure, envoltat per una rampa helicoïdal. El disseny de Wright era diferent de l'enfocament convencional de la disposició del museu, en què els visitants passen per una sèrie d'habitacions interconnectades i tornen sobre els seus passos en sortir. Segons el pla de Wright, els convidats han de pujar amb un ascensor fins a la part superior de l'edifici i baixar per la rampa, veient la galeria principal com una obra d'art. El disseny de la rampa recordava una closca de nàutils, amb espais continus fluint l'un a l'altre. La rotonda oberta permet als hostes observar obres a diferents nivells simultàniament i interactuar amb els convidats d'altres nivells. Estructuralment, la rampa actua com un arc enorme, evitant que les columnes de la galeria principal s'enfonsin cap a l'interior.
La galeria principal té un terra de terratzo beix amb cercles metàl·lics incrustats. A la planta baixa hi ha taulells d'informació i admissions fets de fusta, i finestres orientades al sud-est cap a la Cinquena Avinguda i el carrer 88. La rampa, feta de formigó armat, puja amb un pendent del 5 per cent des del nivell del terra i s'eleva una planta, passant per un arc de doble alçada. S'aixeca cinc pisos addicionals abans d'acabar al sisè pis, amb una longitud total de 432 metres. La seva amplada augmenta a mesura que puja, passant dels 7,6 metres del nivell més baix fins als 9,8 metres a dalt. La rampa sobresurt a l'angle nord-est de l'atri a cada pis, formant un balcó arrodonit. Hi ha connexions amb altres galeries al segon i quart pis, i a una galeria triangular al sisè pis. La rampa té un parapet baix al costat de l'atri, de 91 centímetres d'alçada.
Les parets i els sostres són de guix. Per crear les parets de formigó, els treballadors van polvoritzar diverses capes de formigó sobre motllures de fusta contraxapada, cada capa estava reforçada amb acer. Wright pretenia que els sostres baixos i les parets inclinades proporcionessin un "entorn més íntim" per mostrar l'obra d'art. Les parets estan inclinades en un angle de 97 graus i els pisos tenen 2,9 metres d'alçada. Jaroslav Josef Polívka va ajudar a Wright amb el disseny estructural, i va dissenyar inicialment la rampa de la galeria sense columnes perimetrals. Més endavant en el disseny, Wright va afegir una dotzena de nervis de formigó al llarg de les parets de la galeria principal, que proporcionen reforç estructural i divideixen la rampa en seccions. La rampa passa per 70 seccions en total. Encara que Wright volia que les pintures es mostressin com si estiguessin sobre un cavallet, les pintures es munten sobre barres horitzontals que sobresurten de la paret inclinada. Hi ha un espai limitat per a escultures dins de cada badia, i les pintures més amples sovint abasten el centre de la paret corba.
La rampa s'il·luminava originàriament per finestres d'esplanada al llarg del perímetre de cada nivell, que es van segellar quan es va acabar l'edifici. Cada nivell de la rampa també conté il·luminació encastada al sostre. La claraboia amb cúpula, anomenada Oculus de la família Lawson-Johnston, fa uns 29 metres d'alçada i té la mateixa amplada que l'atri. Les barres metàl·liques divideixen la claraboia en nombrosos panells. Al llarg de la cúpula hi ha sis "radis" en forma de forquilla que envolten un panell de vidre circular i connecten amb les "nervadures" al llarg del perímetre de la galeria. Aquests radis divideixen la claraboia en dotze trams. Els plànols originals preveien que la cúpula fos il·luminada amb 24 projectors. Les finestres i la claraboia es van restaurar l'any 1992.

#### Secció de monitors
El "monitor" del museu acull la col·lecció Thannhauser. Les seves galeries envolten un atri que és circular excepte una sala d'escales a un extrem de l'espai. Els pisos estan sostinguts per columnes de secció transversal en forma de rombe. Igual que la galeria principal, el monitor conté un nucli de servei triangular, encara que el seu nucli es col·loca al centre de l'estructura. L'any 1965 es va renovar la segona planta del monitor per mostrar part de la col·lecció permanent creixent del museu. Una part del quart pis es va convertir de manera similar l'any 1980. Amb la restauració del museu a principis de la dècada de 1990, el segon al quart pis es va convertir completament en espai d'exposició i es va rebatejar com a edifici Thannhauser.

#### Centre d'Educació Artística Gail May Engelberg
El Centre d'Educació Artística Gail May Engelberg, acabat l'any 2001, ocupa 760 m² al nivell inferior del museu, sota la galeria principal. Va ser un regal de la família Mortimer D. Sackler i originalment va rebre el seu nom. La instal·lació ofereix classes i conferències sobre les arts visuals i escèniques i oportunitats per interactuar amb les col·leccions i exposicions especials del museu a través dels seus laboratoris, espais d'exhibició, sales de conferències i el teatre Peter B. Lewis de 266 places. Després de les crítiques sobre la participació de la família Sackler en l'epidèmia d'opioides als Estats Units, el 2022 el centre va ser rebatejat per a la patrona del museu Gail May Engelberg, que juntament amb el seu marit Alfred Engelberg havia donat 15 milions de dòlars al museu.
L'espai del soterrani dona a una calçada inclinada fora de la cantonada sud-oest del museu. El teatre Peter B. Lewis es troba directament a sota de la galeria principal i conté dos nivells de seients: un nivell d'orquestra i un balcó. Hi ha un vestidor al nivell del balcó, separat dels seients del balcó per una mampara metàl·lica. L'angle sud-est del nivell de l'orquestra conté un escenari de fusta elevat. Les parets del teatre contenen molls encastats, així com obertures de finestres semicirculars. El sostre de guix conté il·luminació de cala encastada. Quan es va construir el teatre, s'hi podia accedir directament des del nucli de servei triangular, així com a través del camí d'accés exterior del museu.

#### Galeries annexos
L'annex del carrer 89 conté 956 m² d'espai expositiu addicional. Hi ha quatre galeries expositives amb parets planes que són "més adequades per a la mostra d'art". Cadascun dels nivells de la galeria, són espais de doble alçada. A sota de les galeries hi ha un moll de càrrega, mentre que a dalt hi ha dues plantes d'oficines i un pis mecànic. Un vestíbul d'acer i vidre connecta l'annex amb el nivell del terra del monitor, i rampes i passadissos connecten amb els tres pisos superiors del monitor. L'annex està enllaçat amb la torre d'escales de la galeria principal al quart, cinquè i setè pisos. També es connecta a les terrasses del terrat sobre el monitor i la galeria principal.

## Col·lecció
El Guggenheim té unes 8.000 obres a la seva col·lecció. Unes 1.700 formen part de la seva col·lecció en línia. L'edifici del museu té una capacitat relativament petita; segons The Wall Street Journal, després de la renovació de 1992, el Guggenheim podia mostrar "més del 6%" de la seva llavors col·lecció de 5.000 peces. A diferència d'altres museus d'art visual, el Guggenheim no divideix la seva col·lecció en departaments. El Guggenheim comparteix la seva col·lecció amb la Col·lecció Peggy Guggenheim de Venècia i el Museu Guggenheim de Bilbao.

### Col·leccions personals
El Museu Guggenheim ha adquirit col·leccions privades al llarg de la seva història, incloses les de Guggenheim, Karl Nierendorf, Katherine Sophie Dreier, Thannhauser, Rebay, Giuseppe Panza, Mapplethorpe i la Fundació Bohen. Les seves primeres obres inclouen modernistes com Rudolf Bauer, Rebay, Kandinsky, Piet Mondrian, Marc Chagall, Robert Delaunay, Fernand Léger, Amedeo Modigliani i Pablo Picasso. Al llarg dels anys s'han venut parts de la col·lecció original. L'any 2007, 620 de les obres originals van ser designades com a part de la Col·lecció Fundadora Solomon R. Guggenheim, amb obres de més de 60 artistes, incloent més de 150 de Kandinsky.
El 1948, el Museu d'Art No Objectiu va adquirir els 730 objectes de Nierendorf, sobretot pintures expressionistes alemanyes. El Guggenheim encara tenia 121 obres de la col·lecció Nierendorf a la dècada de 1990, que comprenien un ampli espectre d'obres expressionistes i surrealistes, com ara pintures de Paul Klee, Oskar Kokoschka i Joan Miró. El 1953, el Guggenheim va adquirir 28 peces de la col·lecció de Dreier, incloent obres d'Alexander Archipenko, Constantin Brâncuși, Alexander Calder, Marcel Duchamp, Juan Gris, El Lissitzky, Mondrian i Kurt Schwitters.
La Col·lecció Thannhauser, adquirida el 1963, consta de 73 obres, en gran part d'estil impressionista, postimpressionista i modern francès, incloses peces de Paul Gauguin, Édouard Manet, Camille Pissarro, Vincent van Gogh i 32 obres de Picasso. Rebay també va cedir una part de la seva col·lecció personal a la fundació, incloses obres de Kandinsky, Klee, Calder, Albert Gleizes, Mondrian i Schwitters. El Guggenheim va rebre les peces el 1971, quatre anys després de la seva mort, a causa d'una demanda prolongada. El 1990 el museu va adquirir la col·lecció de Giovanna i Giuseppe Panza, incloent exemples d'escultures minimalistes de Carl Andre, Dan Flavin i Donald Judd; pintures minimalistes de Robert Mangold, Brice Marden i Robert Ryman; així com una sèrie d'art postmínim, conceptual i perceptiu de Robert Morris, Richard Serra, James Turrell, Lawrence Weiner i altres, en particular exemples nord-americans dels anys seixanta i setanta.
El 1992, la Fundació Robert Mapplethorpe va donar 200 de les millors fotografies de Mapplethorpe a la fundació. Les obres van abastar tota la seva producció, des dels seus primers collages, polaroids, retrats de celebritats, autoretrats, nus masculins i femenins, flors i estàtues; també comptava amb construccions de tècniques mixtes i incloïa el seu conegut Autoretrat de 1998. L'adquisició va iniciar el programa d'exposicions de fotografia de la fundació. L'any 2001, la fundació va rebre un obsequi de la col·lecció de la Fundació Bohen, que durant dues dècades va encarregar noves obres d'art amb èmfasi en el cinema, el vídeo, la fotografia i els nous mitjans. Comprèn unes 275 obres de 45 artistes, entre els quals Pierre Huyghe i Sophie Calle. El 2022, el Guggenheim i el Museu d'Art Contemporani de Chicago van rebre conjuntament 100 obres de la Col·lecció D. Daskalopoulos.

### Altres obres destacades
Sota el mandat de Sweeney, a la dècada de 1950, el Guggenheim va adquirir Adam i Eva (1921) de Constantin Brâncuși i obres d'altres escultors modernistes com Joseph Csaky, Jean Arp, Calder, Alberto Giacometti i David Smith. Sweeney va anar més enllà del segle XX per adquirir Man with Crossed Arms (c. 1899) de Paul Cézanne i obres de David Hayes, Willem de Kooning i Jackson Pollock.